# Phoenix (U-Boot, 1981)
Die Phoenix , auch USS Phoenix  (Kennung: SSN-702), war ein atomgetriebenes Jagd-U-Boot der Los-Angeles-Klasse der United States Navy, das von 1981 bis 1998 in Dienst stand. Das Schiff war nach der Stadt Phoenix im US-Bundesstaat Arizona benannt.

## Geschichte
SSN-702 wurde 1973 in Auftrag gegeben und auf der Werft von Electric Boat im Juli 1977 auf Kiel gelegt. Nach dem Stapellauf Ende 1979 folgten Endausrüstung und Werfterprobungsfahrten, die offizielle Indienststellung fand Ende 1981 statt.
Nach einer Dienstzeit von 16-einhalb Jahren hätte eigentlich eine Erneuerung des Kernbrennstoffes im Kernreaktor des Bootes angestanden. Da die Phoenix jedoch dem ersten Baulos ihrer Klasse angehörte und, anders als neuere Boote, kein Vertical Launching System besaß, wurde das Geld für die Überholung und die jährlichen Betriebskosten eingespart und das Boot außer Dienst gestellt. Momentan liegt das Boot in der Portsmouth Naval Shipyard und wartet auf die Abwrackung, die ab 2009 im Ship-Submarine Recycling Program in der Puget Sound Naval Shipyard stattfinden soll.